# Charmion (artiste de cirque)
Laverie Vallee, née Laverie Cooper et plus connue sous le nom de scène de Charmion, est une artiste de cirque américaine née le 18 juillet 1875 et morte le 6 février 1949. Elle est principalement trapéziste mais incorpore à ses numéros des démonstrations de force et des éléments précurseurs du striptease.

## Biographie
Laverie Cooper naît à Sacramento en 1875. Elle présente pour la première fois son numéro de trapèze à New York à Noël en 1897, au théâtre Koster & Bial.
Au cours de celui-ci, elle arrive sur scène en tenue de ville victorienne, se juche sur son trapèze, fait mine de se rendre compte que son corset et ses jupes l'entravent pour son exercice, et se déshabille donc progressivement jusqu’à se retrouver en justaucorps d’acrobate. Ce déroulé est agrémenté de figures aériennes mettant en valeur sa force et son habileté.
Les critiques sont enthousiastes, mais remarquent toutefois le décalage entre les numéros habituels de trapézistes, conçus pour un public familial, et l’effeuillage de Charmion. Celle-ci considère que son numéro s'inscrit dans deux courants de pensée du moment : un intérêt croissant pour la culture physique (popularisée entre autres par Eugen Sandow) d’une part, et d’autre part des mouvements féministes considérant la mode victorienne comme trop restrictive et contraignante.
En 1898, elle se produit pour la première fois en Angleterre à Londres, puis aux Folies Bergère à Paris.
Thomas Edison la filme en 1901, ce qui donne le court-métrage Trapeze Disrobing Act. Charmion utilise aussi la photographie pour proposer des cartes ou des badges à son effigie, la représentant dans des poses choisies pour mettre en valeur sa musculature.

## Vie personnelle
Elle épouse William M. Vallee (ou Vallée) en 1912, ce qui correspond temporellement à la fin de sa carrière.

## Galerie

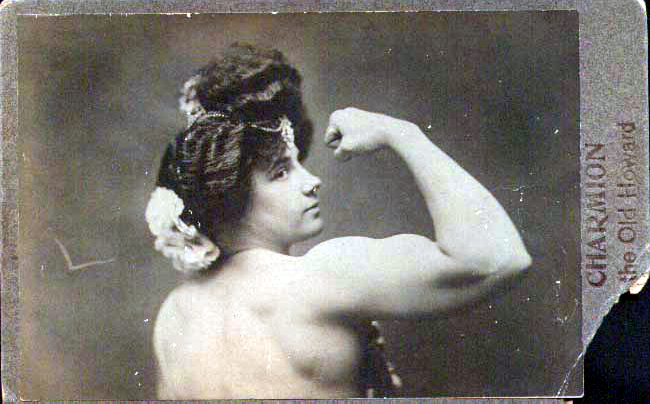
Carte postale.
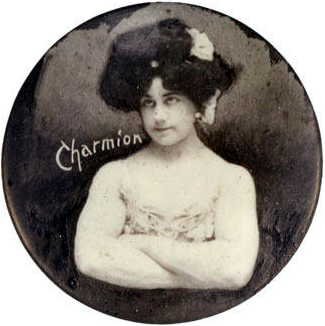
Badge promotionnel.
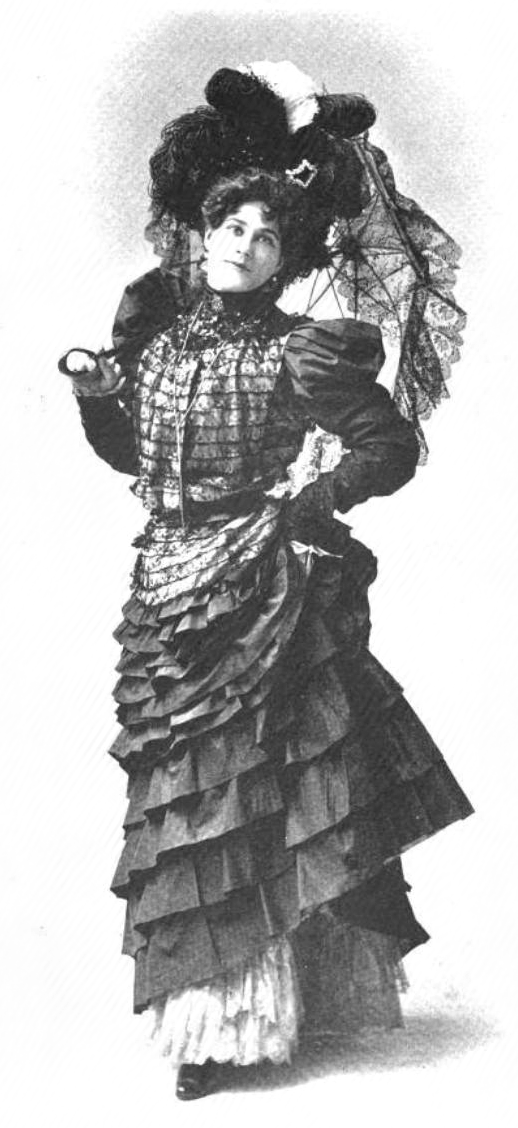
Charmion en tenue victorienne.
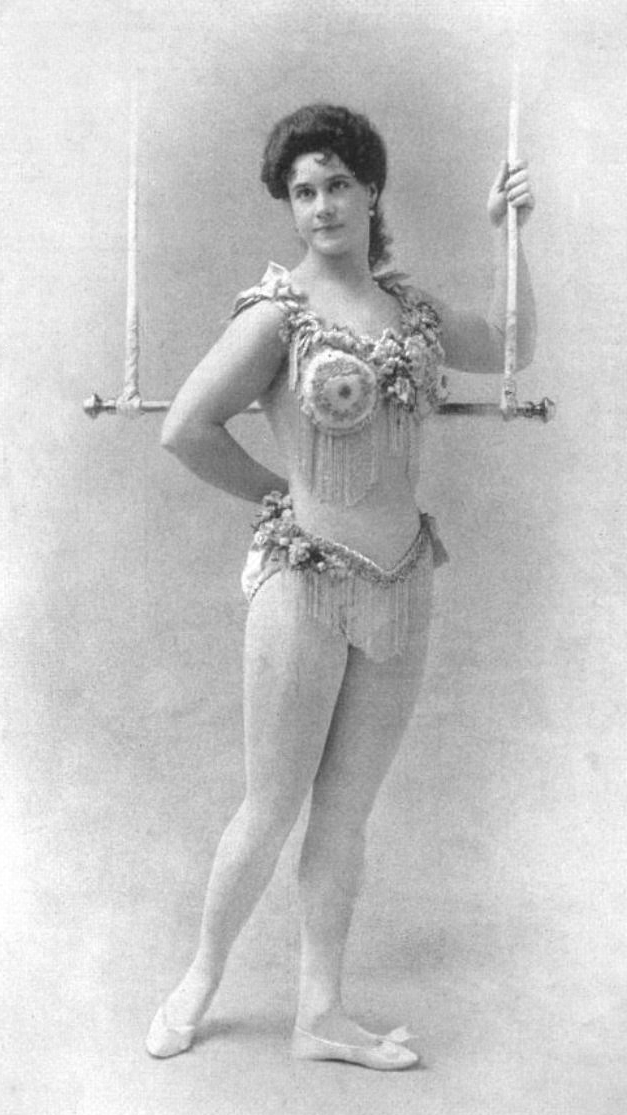
Charmion en tenue d’acrobate (à la fin de son numéro).